# Vassilis Palaiokostas
Vassilis Palaiokostas (* 17. května 1966) je řecký únosce a lupič, který se svým bratrem Nikosem Paleokostasem prováděl loupeže v klenotnictví, loupeže v bankách a únosy. Je na seznamu nejhledanějších osob Interpolu a na jeho hlavu je vypsána odměna 1 000 000 eur.
Bratři Paleokostové začali krást od mládí, zpočátku kradli elektrospotřebiče. V 80. letech se seznámili s notorickým lupičem Kostasem Samarasem a „spolupracovali“ s ním, hlavně vykrádali banky. Vasilis Paleokostas byl zatčen v dubnu 1990, když se pokusil dostat svého bratra Nikose z vězení ve městě Trikala. Byl uvězněn ve věznici Chalkida, odkud v lednu 1991 utekl – s provazem ze svázaných prostěradel přelezl zeď věznice.
V červnu 1992 bratři Paleokostové spolu se Samarasem vyloupili pobočku Národní banky v Kalambace a odcizili  125 000 000 drachem, přestože téměř vedle banky byla policejní stanice. Tato loupež zůstává největší bankovní loupeží v Řecku.
V roce 1995 Paleokostové unesli průmyslníka Alexandrose Chaitoglou z jeho domu v Soluni a za jeho propuštění požadovali 260 000 000 drachem. Potom se skrývali tři roky ve své domovině, v horské oblasti Pyli Trikala, přičemž je policie neustále pronásledovala. Vasilis Paleokostas byl zatčen v roce 1999 po autonehodě a byl odsouzen k 25 letům vězení. V roce 2003, když byl ve věznici na Korfu, našli dozorci v jeho cele podrobný plán útěku, a proto ho převezli do věznice Korydallos. Tam byl umístěn do cely s dalším notoricky známým zločincem, Alketem Rizaiem. V červnu 2006 Vasilis Paleokostas a Alket Rizai z věznice Korydallos uprchli díky dvěma komplicům, kteří ve věznici přistáli s uneseným vrtulníkem.
O dva roky později (v červnu 2008) Vassilis Paleokostas unesl průmyslníka Giorgose Mylonase a obdržel od jeho rodiny výkupné ve výši 12 000 000 eur. Byl sice znovu zatčen, ale roku 2009 – jeden den před zahájením procesu – Vasilis Paleokostas opět z vězení Korydallos uprchl, dokonce znovu s Alketem Rizaiem a znovu vrtulníkem. Od té doby je na útěku.
Čekají na něj předchozí a dosud nevykonaná soudní rozhodnutí za zločiny únosu, pokusu o vraždu, společné loupeže, zakládání gangu, sériové krádeže, nedovolené držení zbraně a zpronevěru. Zatykače jsou neustále aktualizovány.
Dosud strávil ve vězení osm let, ale při únosech, loupežích a útěcích z vězení nikoho nezabil a dokonce ani nezranil. Traduje se, že většinu získaných peněz rozdává chudým rodinám ve svém rodném kraji. Jeho bratr Nikos Palaiokostas je za bankovní loupeže ve vězení.
V roce 2019 vyšla jeho autobiografie s názvem Μια φυσιολογική ζωή – Δράσεις και αποδράσεις ενός επικηρυγμένου (Normální život – Akce a útěky lovce odměn). V létě 2024 vyšla jeho druhá kniha s názvem Eνα Φυσιολογικό Παιδί – Ιστορίες από μια άλλη εποχή (Normální dítě – příběhy z jiné doby).